# 中部群島省
中部群島省（Central Province）是所羅門群島中部的一個省，包括佛羅里達群島、薩沃島和拉薩爾群島。面積615 平方公里，1999年人口21,577人。首府圖拉吉。